# Ufens flavipes
Ufens flavipes är en stekelart som beskrevs av Girault 1912. Ufens flavipes ingår i släktet Ufens och familjen hårstrimsteklar. Inga underarter finns listade i Catalogue of Life.